# Chrysobothris palawanensis
Chrysobothris palawanensis es una especie de escarabajo del género Chrysobothris, familia Buprestidae. Fue descrita científicamente por Barries en 2006.